# Abaújrákos
Abaújrákos (szlovákul Rákoš) község Szlovákiában, a Kassai kerület Kassa-környéki járásában.

## Fekvése
Kassától 18 km-re, délkeletre fekszik.

## Története
1337-ben említik először, Szalánc várának uradalmához tartozott. 1427-ben hat portát számláltak a faluban. Az okiratok szerint a településen a 16. századtól jelennek meg a szlovákok.
A 18. század végén Vályi András így ír róla: „RÁKOS. Tót falu Abaúj Vármegyében, földes Ura Gróf Forgáts Uraság, lakosai katolikusok, és másfélék, fekszik Regete pusztához nem meszsze, határja ollyan, mint Újszállásé, harmadik osztálybéli.”
Fényes Elek 1851-ben kiadott geográfiai szótárában így ír a faluról: „Rákos, tót-magyar falu, Abauj vmegyében, Regete-Ruszkához 3 fertálynyira: 120 kath., 91 ref., 4 zsidó lak. F. u. gr. Forgács.”
Borovszky Samu monográfiasorozatának Abaúj-Torna vármegyét tárgyaló része szerint: „Rákos kisközség 48 házzal, 255 magyar és tót ajku lakossal. Postája Garbócz-Bogdány, távirója: N.-Szaláncz. Széplaktól kezdve is érdekes a Tárcza és Ósva közén elvonuló út, melynek tájképi szépségét az Eperjes-tokaji hegyláncz erdőfödte magas kúpjai emelik, de Rákos felé, a sötét rengetegen át magasabbra és magasabbra emelkedve, egyre érdekesebbé, sőt vadregényessé válik.”
1920 előtt Abaúj-Torna vármegye Füzéri járásához tartozott, majd az új Csehszlovák államhoz csatolták. 1938 és 1945 között ismét Magyarország része.

## Népessége
| Év:            | 1994. | 2004.    | 2014.   | 2024.   |
| -------------- | ----- | -------- | ------- | ------- |
| Emberek száma: | 305   | 349      | 343     | 375     |
| Eltérés:       |       | +14,42 % | -1,71 % | +9,32 % |

| Év:            | 2023. | 2024.   |
| -------------- | ----- | ------- |
| Emberek száma: | 363   | 375     |
| Eltérés:       |       | +3,30 % |

1746-ban 65 lakosa volt, míg 1851-ben 215, vegyesen magyarok és szlovákok.
1910-ben 199-en lakták, közülük 130 magyar, 63 szlovák anyanyelvű.
1991-ben 309 lakosa volt.
2001-ben 343 lakosából 325 szlovák volt.
2011-ben 353 lakosából 280 szlovák volt.